# Narasimha Raya II
Narasimha Raya II (... – 1505) fu imperatore dell'Impero Vijayanagara, appartenente alla dinastia Saluva.
Era il secondo figlio dell'imperatore Saluva Narasimha Deva Raya. e salì al potere dopo l'assassinio del fratello maggiore Thimma Bhupala. Anche se fu incoronato imperatore, il potere effettivo rimase nelle mani del comandante Tuluva Narasa Nayaka. Nel 1505, Narasimha Raya II venne assassinato a Penukonda dove era stato confinato da Tuluva Narasa Nayaka.